# غوفر قوي
غوفر قوي (الاسم العلمي:Thomomys subg. Megascapheus) هو ضرب من الحيوانات يتبع جنس الغوفر المكسيكي من فصيلة الغوفرية.

## أنواع
- غوفر أصفر الوجه (الاسم العلمي:Pappogeomys castanops)
- غوفر دخاني (الاسم العلمي:Pappogeomys fumosus)
- غوفر عاري (الاسم العلمي:Pappogeomys gymnurus)
- غوفر مريام (الاسم العلمي:Pappogeomys merriami)
- غوفر مهمل (الاسم العلمي:Pappogeomys neglectus)
- غوفر تايلور (الاسم العلمي:Pappogeomys tylorhinus)
- غوفر زنسر (الاسم العلمي:Pappogeomys zinseri)